# Kirsten Flagstad

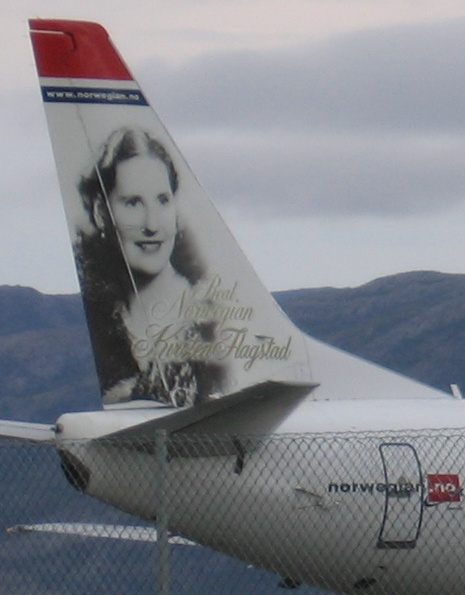
Kirsten Flagstad

Kirsten Målfrid Flagstad (Hamar, 12 de julho de 1895 — Oslo, 7 de dezembro de 1962) foi uma aclamada soprano norueguesa. Seu repertório abrangia compositores como Richard Wagner, nos papéis de, por exemplo, Isolde, Brünhilde (Die Walküre e Götterdämmerung), Elisabeth, Elsa e Kundry; Christoph Willibald Gluck, em Alceste; e Ludwig van Beethoven em Fidelio.

## Carreira
Flagstad participou em Oslo com apenas 18 anos, no papel de Nuri (Tiefland). Ela passou os primeiros anos de sua carreira cantando apenas no seu país, em papéis que iam de Desdêmona (Otello) a Tosca, além de operettas. Quando obteve, contudo, a oportunidade de cantar Isolde, de Tristan und Isolde, na capital da Noruega, sua voz parece ter se tornado mais encorpada e volumosa, adequando-se perfeitamente ao repertório wagneriano que faria mais tarde a sua fama.
Em 1933, participou no importante Festival de Bayreuth, e voltou a cantar no teatro em papéis mais importantes, como Sieglinde (Die Walküre) e Gutrune (Götterdämmerung). Em 1935, cantou a Sieglinde no Metropolitan Opera, e obteve em sua estréia naquele teatro um excepcional sucesso. A partir de então, Flagstad consagrou-se como o maior soprano Wagneriano de sua geração. A diva norueguesa foi aclamada especialmente nos papéis de Wagner: Brünnhilde e Sieglinde (Die Walküre, Elsa (Lohengrin), Elisabeth (Tannhäuser), Senta (Der fliegende Holländer) e Kundry (Parsifal). Além desses, ela cantou com sucesso a Leonore, de Beethoven, sob a regência de Furtwängler.
Durante o período da Segunda Guerra Mundial, em 1941, Kirsten Flagstad voltou para a Noruega, então ocupada pelos nazis. Com o fim da guerra, seu marido foi preso por ter colaborado com os nazistas, e a cantora viu-se rejeitada pelo público, que acreditava que ela também era uma colaboradora do regime de Vidkun Quisling, simpatizante de Hitler
De volta aos palcos, Flagstad obteve grande sucesso na Royal Opera House, Covent Garden, de Londres, e retornou aos Estados Unidos, cantando em San Francisco. No entanto, demorou ainda algum tempo até voltar a apresentar-se na Metropolitan Opera, o que fez, novamente, com grande êxito, nos papéis de Brünnhilde, Isolde e Leonore.
Em 1952, cantou Alceste, de Gluck, e entre 1951 e 1953 foi uma destacada intérprete de Dido, da ópera Dido and Aeneas (Purcell). Este fa(c)to denota uma notável contribuição ao repertório barroco e clássico, insuspeitada uma vez que originou-se de uma intérprete que se tornou famosa por seus papeis wagnerianos. Despediu-se dos palcos 1953, a(c)tuando como Dido no Mermaid Theatre de Londres.
Após retirar-se dos palcos, Flagstad foi diretora da Ópera Estatal Norueguesa, em Oslo, entre 1958 e 1960. faleceu em Oslo no dia 7 de dezembro de 1962. Ainda hoje. é considerada um dos maiores sopranos wagnerianos de todos os tempos.